# Pringi (Viimsi)
Pringi (Duits: Brink) is een plaats in de Estlandse gemeente Viimsi, provincie Harjumaa. De plaats heeft de status van dorp (Estisch: küla).

## Bevolking
Het dorp had 984 inwoners op 31 december 2011 en 1098 inwoners op 31 december 2021.

## Ligging
De plaats ligt aan de westkust van het schiereiland dat de gemeente vormt, ten noorden van Haabneeme.

## Geschiedenis
De plaats is genoemd naar een boer, Mychel tom Brynck, die op de plaats van het latere dorp een boerderij had. Die naam komt voor in een document uit 1557. In 1756 lag op de plaats van de boerderij een dorp Prinkerre. In 1798 heette het dorp Pring.
In 1977 werd het buurdorp Rummu bij Pringi gevoegd.
In 2007 kreeg Pringi een moderne lutherse kerk, de Viimsi Püha Jaakobi kirik, gewijd aan Jakobus de Meerdere. Voor de kerk staat een gedenksteen met de namen van de 852 slachtoffers van de scheepsramp met de Estonia in 1994.

## Musea
Pringi heeft twee musea: het Rannarahva Muuseum (‘Museum van het volk van de kust’) en een openluchtmuseum.
Het Rannarahva Muuseum is gevestigd in een voormalig schoolgebouw. De voorloper van het museum was het Museum voor de Kunst van het Vissen S.M. Kirov, dat eind 1971, tijdens de Sovjetbezetting, openging. Al in 1973 zette het museum een expositie op over de geschiedenis van de visvangst en de kustbewoners. Tussen 1993 en 2003 bevond dit deel van de collectie zich in het streekmuseum van Viimsi, het tegenwoordige Estisch Oorlogsmuseum – Generaal Laidoner Museum. De collectie kwam in 2003 terug naar Pringi. Ze geeft een overzicht van het leven aan de Estische kust, vooral van de mensen die zich bezighouden met de visvangst.
In het openluchtmuseum (Estisch: Viimsi vabaõhumuuseum) staan gebouwen die karakteristiek zijn voor de Estische kust. Het museum geeft een beeld van het leven van de boeren en vissers in de 19e en 20e eeuw, inclusief illegale activiteiten als de smokkel van sterkedrank. Het oudste gebouw dateert van rond 1820. Het museum herbergt ook houten miniaturen van vuurtorens.
Toegang tot beide musea op één kaartje is mogelijk.

## Foto's

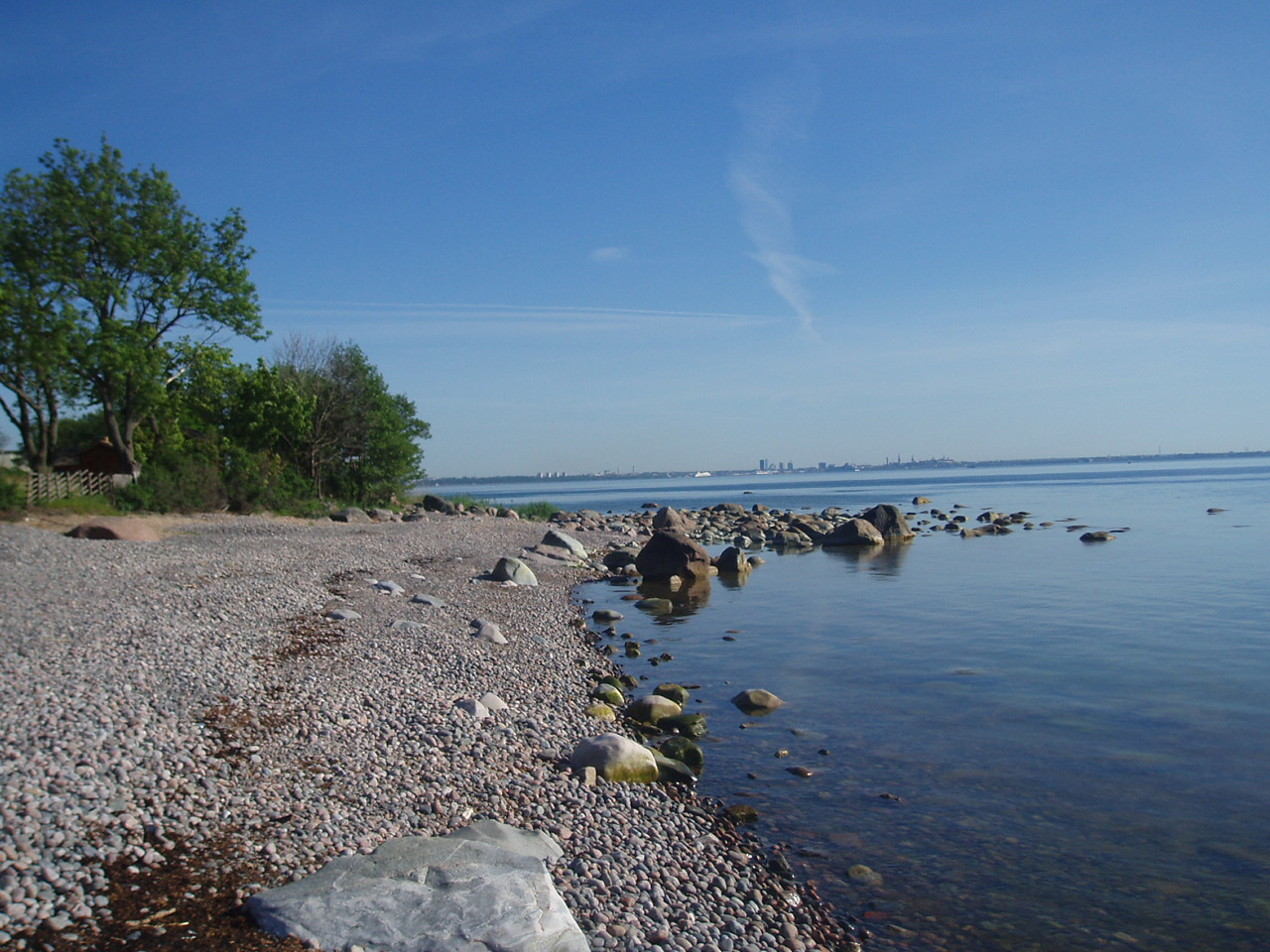
De kust bij Pringi
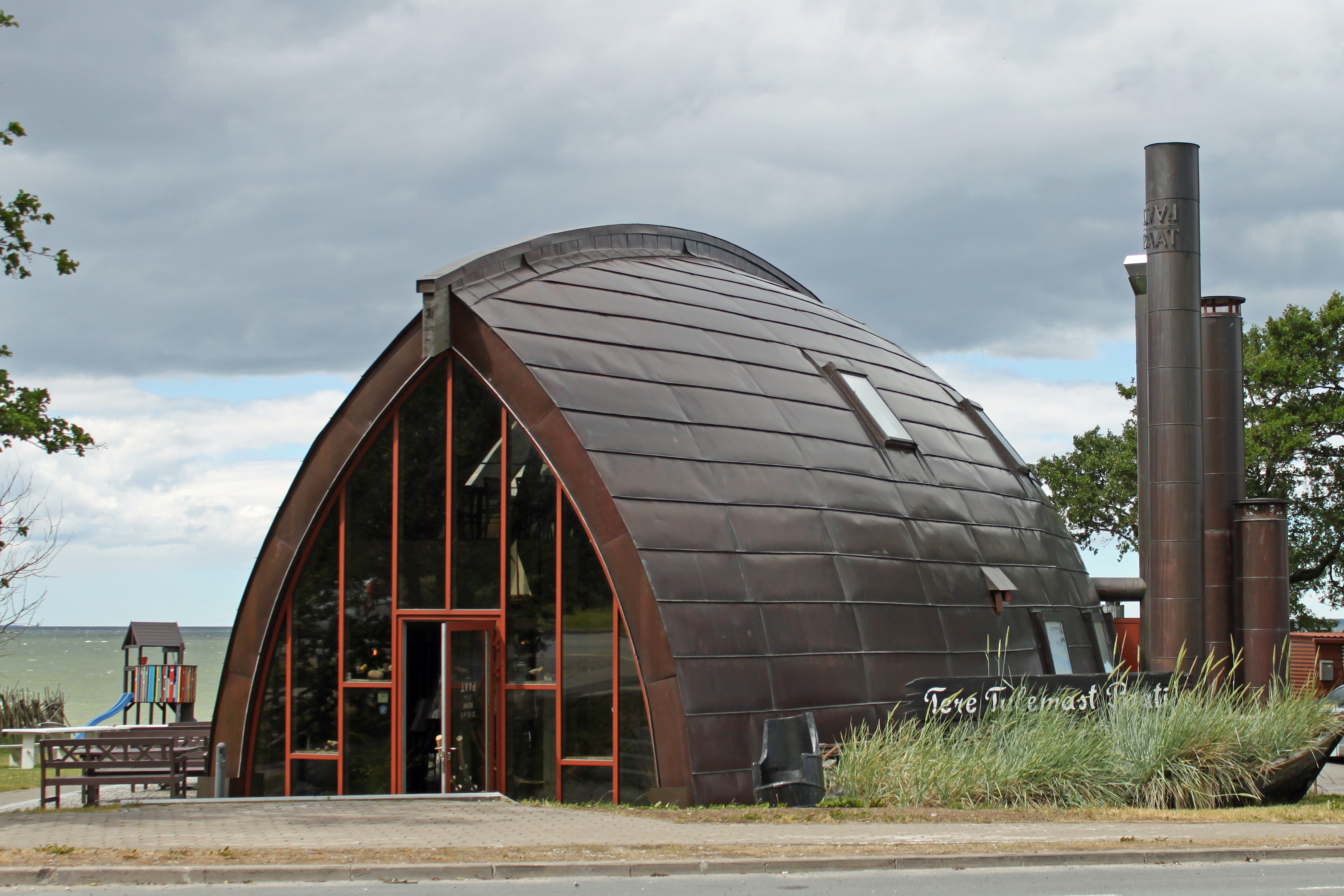
Café in Pringi
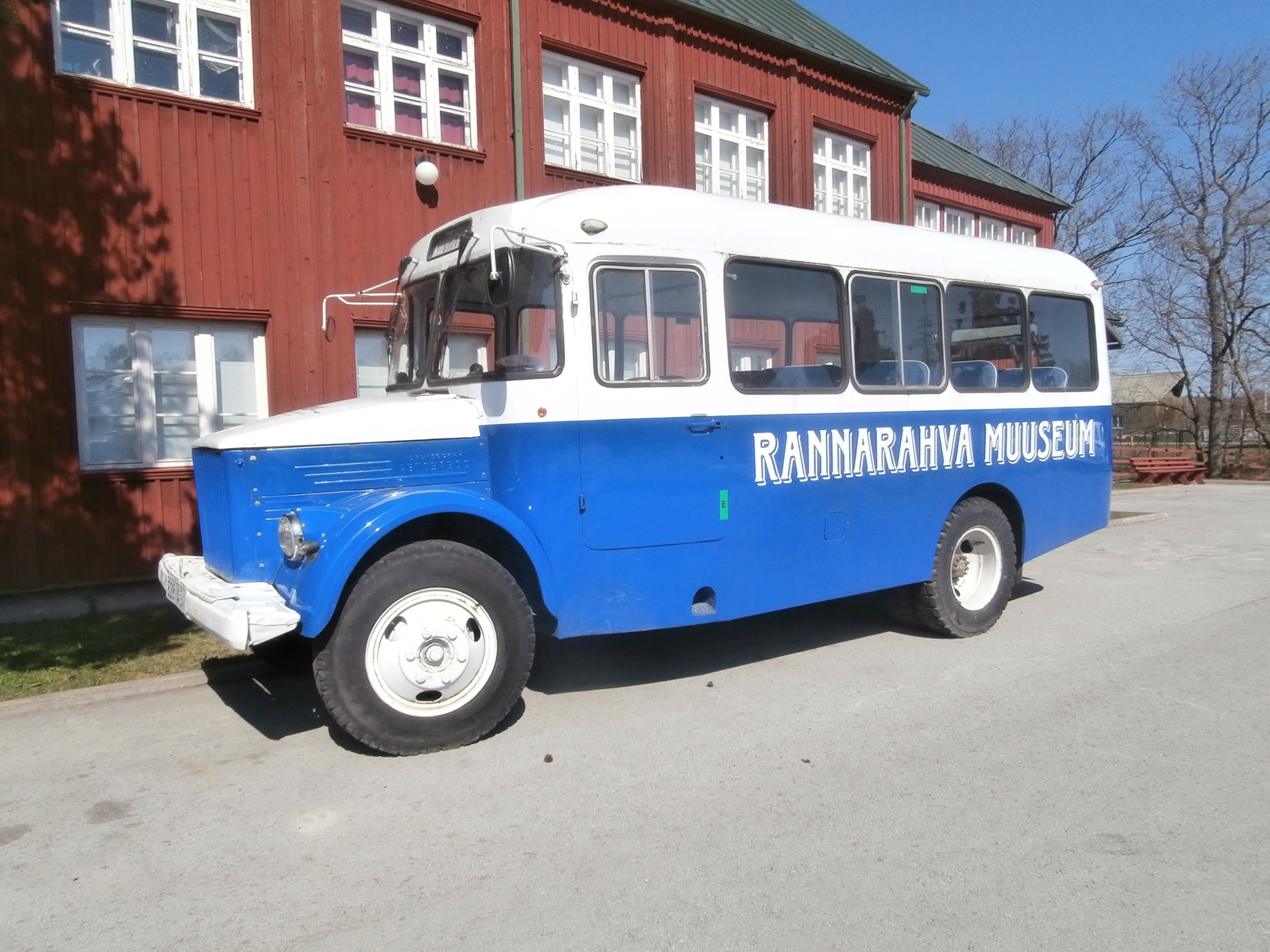
Antieke bus voor het Rannarahva Muuseum
Huizen in het openluchtmuseum
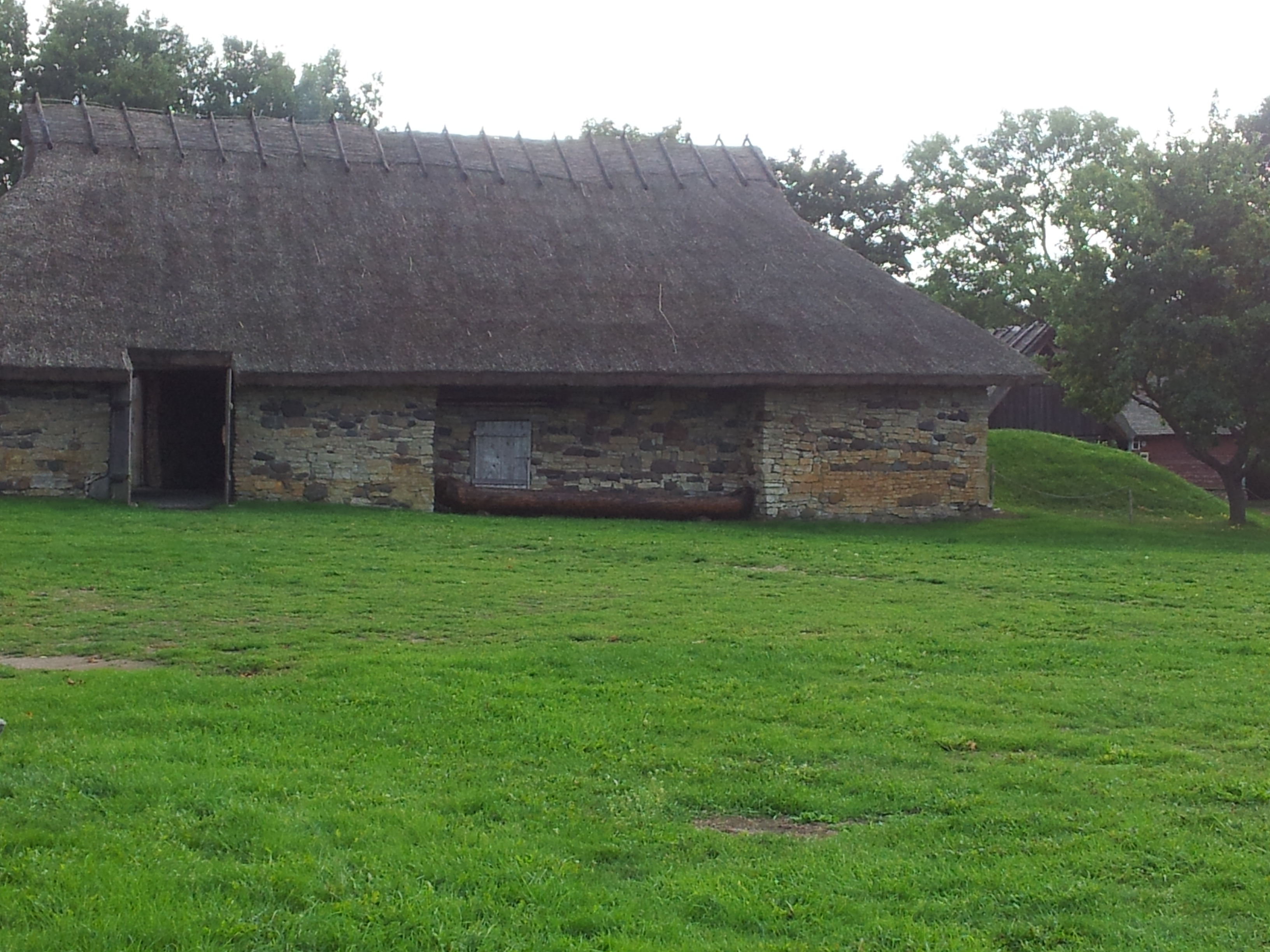
Boerderij in het openluchtmuseum
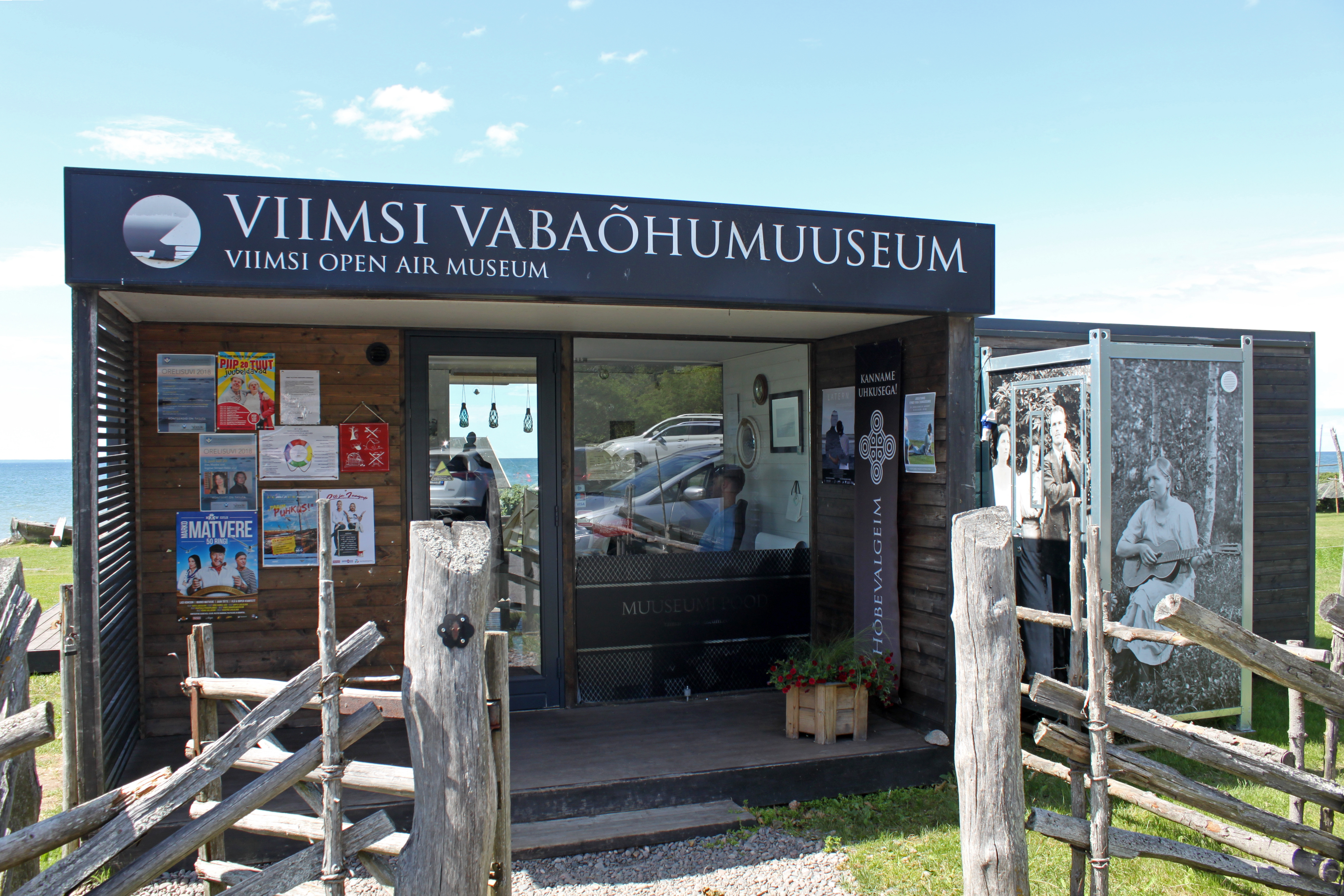
De museumwinkel